# Mallemort
Mallemort é uma comuna francesa na região administrativa da Provença-Alpes-Costa Azul, no departamento de Bouches-du-Rhône. Estende-se por uma área de 28,16 km². Em 2010 a comuna tinha 6 231 habitantes (densidade: 221,3 hab./km²).